# Rynie
Rynie (deutsch Ringen) ist ein Dorf in der polnischen Woiwodschaft Ermland-Masuren und gehört zur Landgemeinde Wieliczki (Wielitzken, 1938 bis 1945 Wallenrode) im Powiat Olecki (Kreis Oletzko, 1933 bis 1945 Kreis Treuburg).

## Geographische Lage
Rynie liegt im Osten der Woiwodschaft Ermland-Masuren und 120 Meter südwestlich der Grenze zur Woiwodschaft Podlachien, die hier die Staatsgrenze vor 1939 zwischen Deutschland und Polen markiert. Bis zur Kreisstadt Olecko (Marggrabowa, umgangssprachlich auch Oletzko, 1928 bis 1945 Treuburg) sind es zehn Kilometer in westlicher Richtung.

## Geschichte
Das Dorf Ringen wurde im Jahre 1562 gegründet und bestand vor 1945 aus mehreren kleinen Höfen. 1874 wurde es in der neu errichteten Amtsbezirk Markowsken (polnisch Markowskie) eingegliedert, der – 1938 in „Amtsbezirk Markau (Ostpr.)“ umbenannt – bis 1945 bestand und zum Kreis Oletzko (1933 bis 1945 Kreis Treuburg) im Regierungsbezirk Gumbinnen der preußischen Provinz Ostpreußen gehörte.
Im Jahre 1910 waren in Ringen 68 Einwohner gemeldet. Ihre Zahl verringerte sich bis 1933 auf 61 und belief sich 1939 auf 64.
Aufgrund der Bestimmungen des Versailler Vertrags stimmte die Bevölkerung im Abstimmungsgebiet Allenstein, zu dem Ringen gehörte, am 11. Juli 1920 über die weitere staatliche Zugehörigkeit zu Ostpreußen (und damit zu Deutschland) oder den Anschluss an Polen ab. In Ringen stimmten 53 Einwohner für den Verbleib bei Ostpreußen, auf Polen entfiel keine Stimme.
In Kriegsfolge kam Ringen 1945 mit dem gesamten südlichen Ostpreußen zu Polen und erhielt die polnische Namensform „Rynie“. Heute ist das Dorf Sitz eines Schulzenamtes (polnisch sołectwo) und als solches eine Ortschaft im Verbund der Landgemeinde Wieliczki (Wielitzken, 1938 bis 1945 Wallenrode) im Powiat Olecki (Kreis Oletzko, 1933 bis 1945 Kreis Treuburg), bis 1998 der Woiwodschaft Suwałki, seither der Woiwodschaft Ermland-Masuren zugehörig.

## Kirche
Ringen war bis 1945 in die evangelische Kirche Wielitzken in der Kirchenprovinz Ostpreußen der Kirche der Altpreußischen Union sowie in die katholische Pfarrkirche Marggrabowa im Bistum Ermland eingepfarrt.
Heute gehört Rynie katholischerseits zur Pfarrkirche Szczecinki (Sczeczinken, 196 bis 1945 Eichhorn) mit der Filialkirche Krupin (Krupinnen) im Bistum Ełk der Römisch-katholischen Kirche in Polen. Die evangelischen Einwohner orientieren sich zur Pfarrei Suwałki mit der Filialkirche Gołdap in der Diözese Masuren der Evangelisch-Augsburgischen Kirche in Polen.

## Verkehr
Rynie liegt ein wenig abseits vom Verkehrsgeschehen und ist nur über eine untergeordnete Nebenstraße von Krzyżewko (Krzysöwken, 1927 bis 1945 Kreuzdorf) bzw. von Nieszki – in der Woiwodschaft Podlachien gelegen – aus erreichbar. Eine Bahnanbindung besteht nicht.